# Grimoaldo II
Grimoaldo II o Grimaud (... – 714) fu maggiordomo dei regni di Neustria e di Borgogna.

## Origine
Secondo l'anonimo continuatore del cronista Fredegario, era il figlio primogenito del  Maggiordomo di palazzo di Austrasia ed in seguito maggiordomo di palazzo di tutti i regni dei Franchi, Pipino di Herstal e di Plectrude, (ca. 650-† 717), figlia del conte palatino, Ugoberto (?-† 698) e di Sant'Erminia (650-† 710), fondatrice e prima badessa del monastero di Oehren, nei pressi di Treviri.

## Biografia
Nel 695, durante il regno di Childeberto III, il padre gli cedette il titolo di maggiordomo di Neustria, come sostiene anche l'anonimo continuatore del cronista Fredegario, che lo definisce un uomo molto mite, pieno di ogni bontà e mansuetudine, generoso nell'elemosina e sempre disposto alle orazioni.
Subito dopo, sempre secondo l'anonimo continuatore del cronista Fredegario, Grimoaldo ebbe un figlio da una sua concubina: Teodoaldo.
Alla morte del fratello, nel 708, Drogone (670-708), divenne maggiordomo anche di Borgogna e governò i due regni, anche con l'aiuto del fratellastro, Carlo Martello.
Subito dopo, sposò Teodesinda di Frisia, figlia del re di Frisia, Redboldo, dopo che quest'ultimo era stato più volte sconfitto da Pipino. In quegli anni viene citato negli Annales Francorum Ludovici Dufour per una causa per il possesso di una chiesa.
Nel 714, Grimoaldo si era recato a trovare il padre che era a Liegi, malato e mentre, in quella città, pregava sulla tomba di San Lamberto di Maastricht fu assassinato da tale Rangario, uomo di fiducia del suocero, il re Redboldo di Frisia.
Il suo figlio, Teodoaldo, fu nominato maggiordomo di palazzo di Neustria e di Burgundia da re Dagoberto III., per volere di suo nonno, che morì poco dopo, sempre nel 714.

## Discendenza
Grimoaldo ebbe un figlio da una concubina, di cui non si conosce né il nome né gli ascendenti:
- Teodoaldo (ca. 708-? 741), maggiordomo di tutti i regni Franchi.

## Ascendenza
|                   |                  |                  | Genitori         |  |  | Nonni |  |  | Bisnonni        |  |  | Trisnonni |  |
|                   |                  |                  |                  |  |  |       |  |  | Arnolfo di Metz |  |  | …         |  |
|                   |                  |                  |                  |  |  |       |  |  | Arnolfo di Metz |  |  | …         |  |
|                   |                  | …                |                  |  |  |       |  |  | Arnolfo di Metz |  |  |           |  |
| Ansegiso          |                  |                  |                  |  |  |       |  |  | Arnolfo di Metz |  |  |           |  |
|                   |                  | Doda di Metz     | Arnoaldo di Metz |  |  |       |  |  |                 |  |  |           |  |
|                   |                  | Doda di Metz     | Arnoaldo di Metz |  |  |       |  |  |                 |  |  |           |  |
|                   |                  | Doda di Metz     | …                |  |  |       |  |  |                 |  |  |           |  |
| Pipino di Herstal |                  | Doda di Metz     |                  |  |  |       |  |  |                 |  |  |           |  |
|                   |                  | Pipino di Landen | …                |  |  |       |  |  |                 |  |  |           |  |
|                   |                  | Pipino di Landen | …                |  |  |       |  |  |                 |  |  |           |  |
|                   |                  | Pipino di Landen | …                |  |  |       |  |  |                 |  |  |           |  |
| Begga             |                  | Pipino di Landen |                  |  |  |       |  |  |                 |  |  |           |  |
|                   |                  | Itta di Nivelles | …                |  |  |       |  |  |                 |  |  |           |  |
|                   |                  | Itta di Nivelles | …                |  |  |       |  |  |                 |  |  |           |  |
|                   |                  | Itta di Nivelles | …                |  |  |       |  |  |                 |  |  |           |  |
| Grimoaldo II      |                  | Itta di Nivelles |                  |  |  |       |  |  |                 |  |  |           |  |
|                   | Ugo di Austrasia | …                |                  |  |  |       |  |  |                 |  |  |           |  |
|                   | Ugo di Austrasia | …                |                  |  |  |       |  |  |                 |  |  |           |  |
|                   | Ugo di Austrasia | …                |                  |  |  |       |  |  |                 |  |  |           |  |
| Ugoberto          | Ugo di Austrasia |                  |                  |  |  |       |  |  |                 |  |  |           |  |
|                   |                  | …                | …                |  |  |       |  |  |                 |  |  |           |  |
|                   |                  | …                | …                |  |  |       |  |  |                 |  |  |           |  |
|                   |                  | …                | …                |  |  |       |  |  |                 |  |  |           |  |
| Plectrude         |                  | …                |                  |  |  |       |  |  |                 |  |  |           |  |
|                   |                  | …                | …                |  |  |       |  |  |                 |  |  |           |  |
|                   |                  | …                | …                |  |  |       |  |  |                 |  |  |           |  |
|                   |                  | …                | …                |  |  |       |  |  |                 |  |  |           |  |
| Irmina di Oehren  |                  | …                |                  |  |  |       |  |  |                 |  |  |           |  |
|                   |                  | …                | …                |  |  |       |  |  |                 |  |  |           |  |
|                   |                  | …                | …                |  |  |       |  |  |                 |  |  |           |  |
|                   |                  | …                | …                |  |  |       |  |  |                 |  |  |           |  |
|                   |                  | …                |                  |  |  |       |  |  |                 |  |  |           |  |

### Fonti primarie
- (LA)  Fredegario, FREDEGARII SCHOLASTICI CHRONICUM CUM SUIS CONTINUATORIBUS, SIVE APPENDIX AD SANCTI GREGORII EPISCOPI TURONENSIS HISTORIAM FRANCORUM.
- (LA)  Annales Marbacenses.
- (LA)  Annales Mettenses Priores.
- (LA)  Monumenta Germaniae historica: Domus Carolingicae genealogia.
- (LA)  Monumenta Germaniae historica: Chronicon Moissiacensis.
- (LA)  Rerum Gallicarum et Francicarum Scriptores, tomus tertius.

### Letteratura storiografica
- Christian Pfister, La Gallia sotto i Franchi merovingi. Vicende storiche, in Storia del mondo medievale - Vol. I, Cambridge, Cambridge University Press, 1978,  pp. 688-711.